# Ордабаев, Бакытжан
Бакытжан Ордабаев (каз. Бақытжан Ордабаев, 12 ноября 1952, с. Шаульдер, Отрарский район, Южно-Казахстанская область, Казахская ССР, СССР) — казахстанский государственный деятель, дипломат.

## Биография
1975 — окончил Московский энергетический институт.
С 1975 по 1978 — инженер, младший научный сотрудник, преподаватель, стажёр-исследователь, заместитель секретаря комитета комсомола Алма-Атинского энергетического института.
С 1978 по 1981 — аспирант Московского энергетического института.
С 1982 по 1986 — старший преподаватель, председатель профкома факультета Алма-Атинского энергетического института.
С 1986 по 1990 — профессор Университета им. Э. Мондлане, Мозамбик.
С 1990 по 1992 — старший преподаватель, доцент АЭИ.
С 1992 по 1996 — старший референт, консультант, заведующий сектором отдела внешних связей Аппарата Президента и Кабинета Министров Республики Казахстан, Аппарата Правительства Республики Казахстан.
С 1996 по 1999 — советник государственного секретаря Республики Казахстан.
С 1999 по 2005 — советник, советник-посланник Посольства Республики Казахстан в Турции.
С мая 2005 по сентябрь 2008 — Временный Поверенный в делах Республики Казахстан в Румынии.
С сентября 2008 по июль 2012 — постоянный представитель Республики Казахстан при Евразийском экономическом сообществе.
С 24 июля 2012 — Чрезвычайный и Полномочный Посол Республики Казахстан в Федеративной Республике Бразилия.
С 12 сентября 2013 — Чрезвычайный и Полномочный Посол Республики Казахстан в Аргентинской Республике, Республике Чили по совместительству.

## Награды
- Орден «Курмет» (2014)[4]
- Юбилейная медаль «25 лет независимости Республики Казахстан» (2016)[5]